# Vulcão da Urzelina

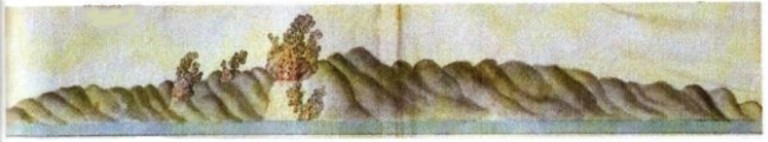
Erupção do vulcão da Urzelina na ilha de São Jorge (1808) visto da ilha do Faial. Aquarela no Arquivo Histórico Ultramarino, Lisboa, Portugal.

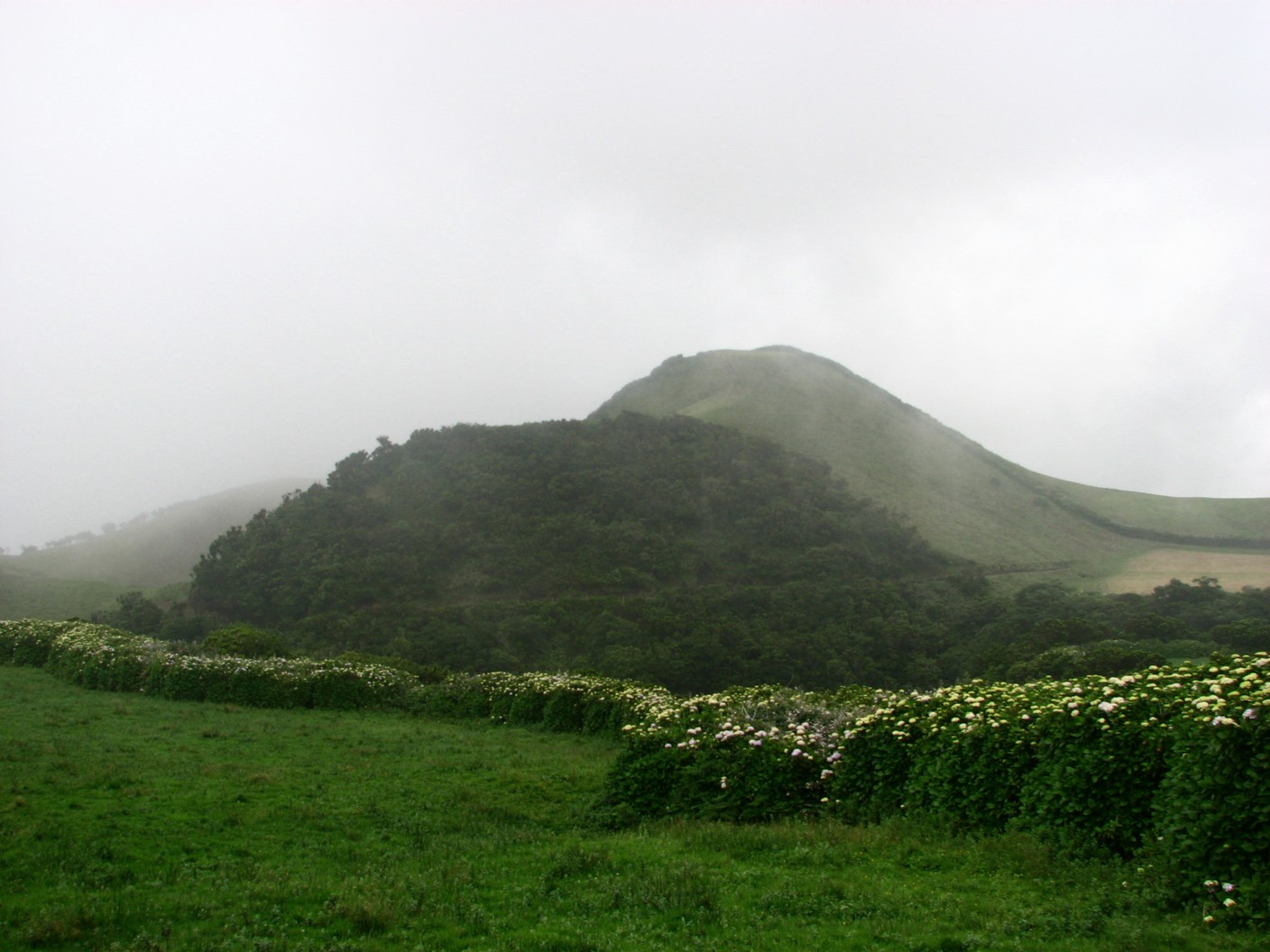
O cone que marca o principal centro eruptivo do vulcão de 1808 nos montes sobranceiros à Urzelina.

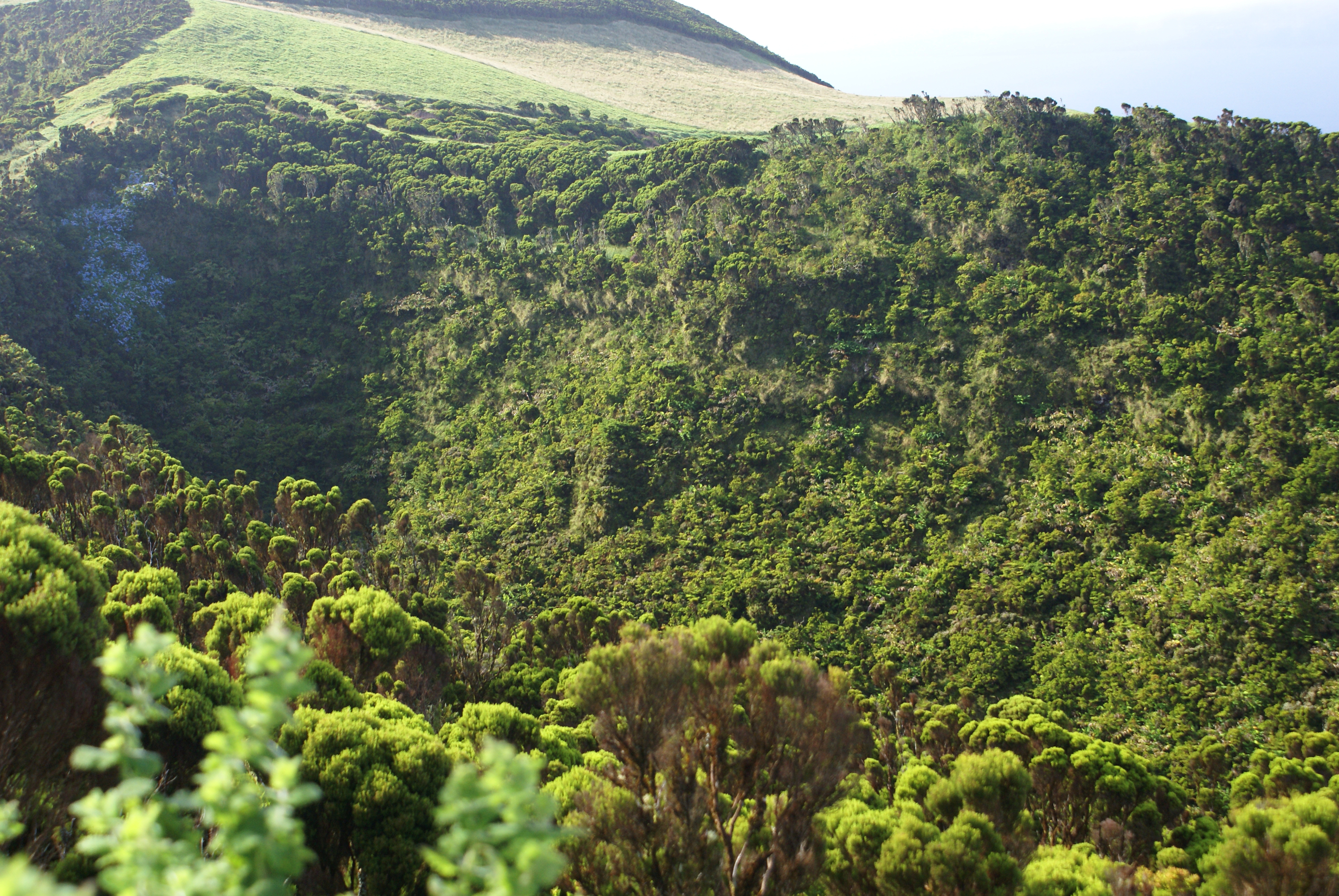
Cratera do vulcão da Urzelina, sítio localmente conhecido por “Bocas de Fogo da Urzelina”.

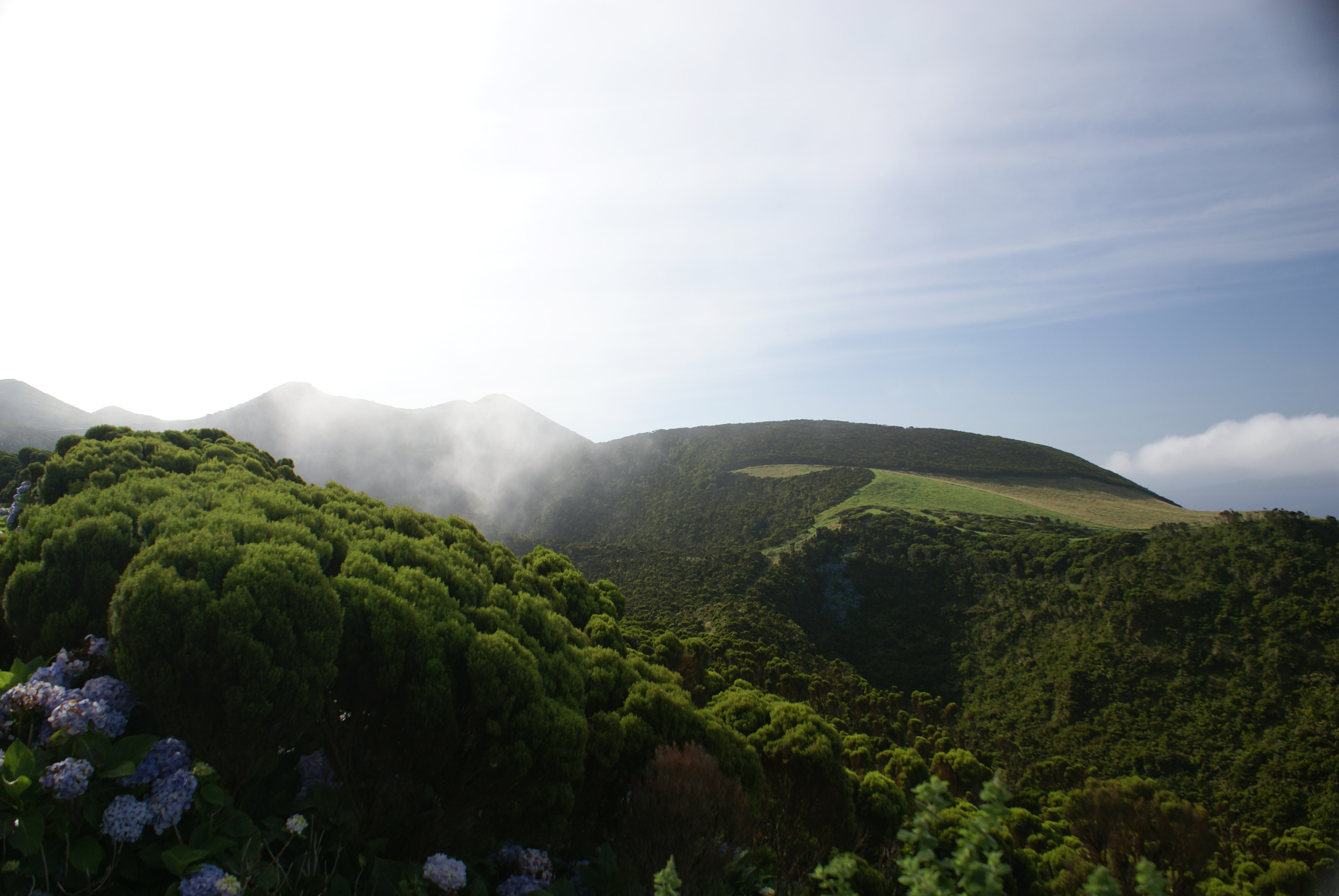
Cratera do vulcão da Urzelina, sítio localmente conhecido por “Bocas de Fogo da Urzelina”, Vista Geral.

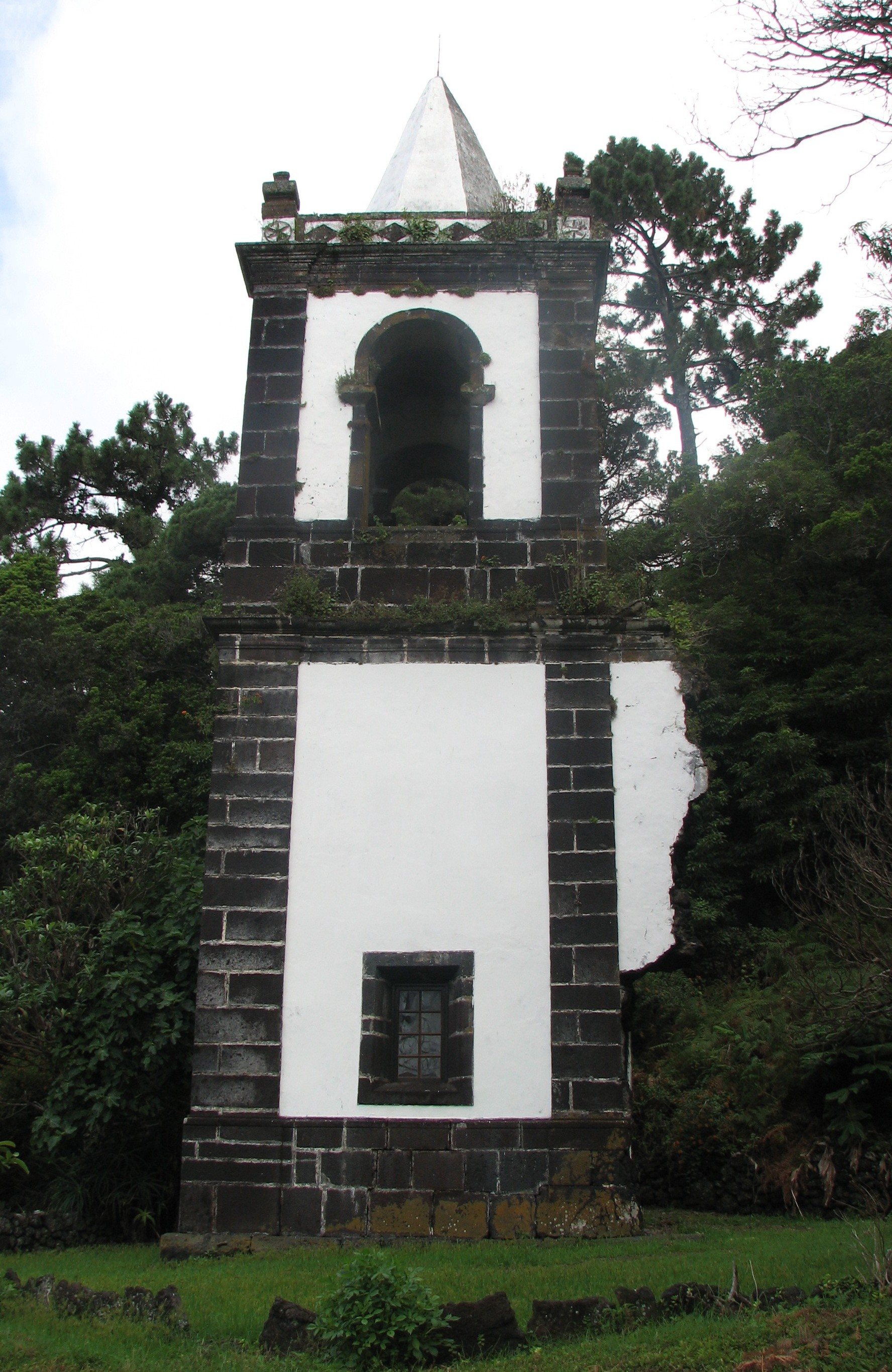
A velha torre sineira da Urzelina, o que resta da igreja destruída pela erupção.

Vulcão da Urzelina é a designação dada à erupção vulcânica que em 1808 destruiu a freguesia da Urzelina, na ilha de São Jorge, Açores, criando o extenso mistério basáltico que hoje forma a Ponta da Urzelina.